# Катја Паскалева
Катја Паскалева (буг. Катя Паскалева; Петрич, 18. септембар 1945 — Софија, 23. јул 2002) била је бугарска филмска и сценска глумица.
Најпознатија је по улози Марије у бугарском филму Козји рог (1972). Паскалева је позната и по улогама у филмовима Крај песме (1971), Вила Зоне (1975), Матријархат (1977), Елегија (1982), Ева на трећем спрату (1987), као и по бројним позоришним представама. Њено име се претворило у синоним бугарске кинематографије.

## Биографија и каријера
Катја Паскалева рођена је 18. септембра 1945. у Петричу. Године 1967. дипломирала је на факултету драмских уметности, у класи Методије Андонове. Каријеру је започела у позоришту Пазарџика. Убрзо се придружила градском позоришту Софије. Стални члан позоришта Алеко Константинов је од 1985. године. Први филм у којем је глумила је Понедељак ујутру (1966), који је је објављен 1988. године.
Преминула је 2002. године у Софији, од карцинома.

## Изабрана филмографија
| Улоге Катја Паскалева |                                         |               |               |          |
| Година                | Српски назив                            | Изворни назив | Улога         | Напомена |
| 1966.                 | Понедељак ујутру                        |               | Велкова жена  |          |
| 1967.                 | Обилазак                                |               |               |          |
| 1971.                 | Крај песме                              |               | Нејмар        |          |
| 1972.                 | Козји рог                               |               | Марија        |          |
| 1973.                 | Мушкарци без посла                      |               | Христина      |          |
| 1975.                 | Вила Зоне                               |               | Стефка        |          |
| 1977.                 | Матријархат                             |               | Тана          |          |
| 1977.                 | Звезде у њеној коси, сузе у њеним очима |               | Лиза Стрезова |          |
| 1982.                 | Елегија                                 |               | Здравка       |          |
| 1987.                 | Ева на трећем спрату                    |               | Наумова       |          |

## Награде
- Награде Бугарске филмске академије (1996, 1986) — Најбоља глумица[3]
- Златна ружа (1976, 1973, 1972) — Најбоља глумица, Најбољи филм, Посебна награда жирија[3]

## Референцe
1. ↑  „Katya Paskaleva”. IMDb (на језику: енглески). Приступљено 2020-05-31.
2. ↑  „Katya Paskaleva”. IMDb (на језику: енглески). Приступљено 2020-05-31.
3. 1 2  „Katya Paskaleva”. IMDb (на језику: енглески). Приступљено 2020-05-31.